# Zeremonialschwert

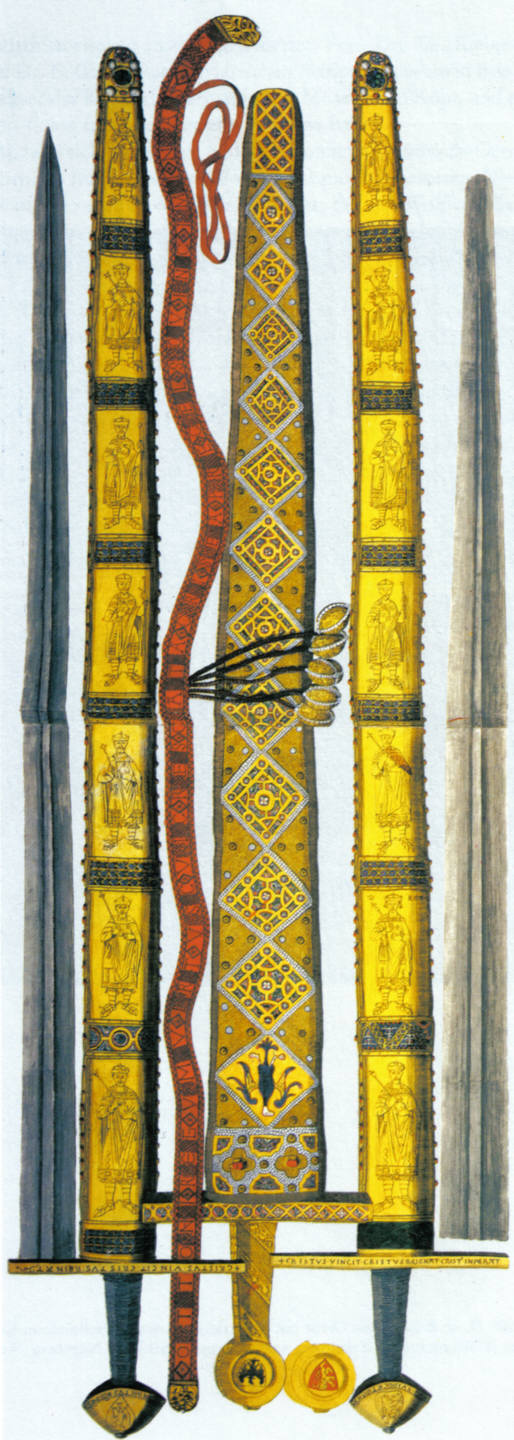
Die Zeremonialschwerter der Reichskleinodien: Das Reichsschwert von beiden Seiten, in der Mitte das Zeremonienschwert

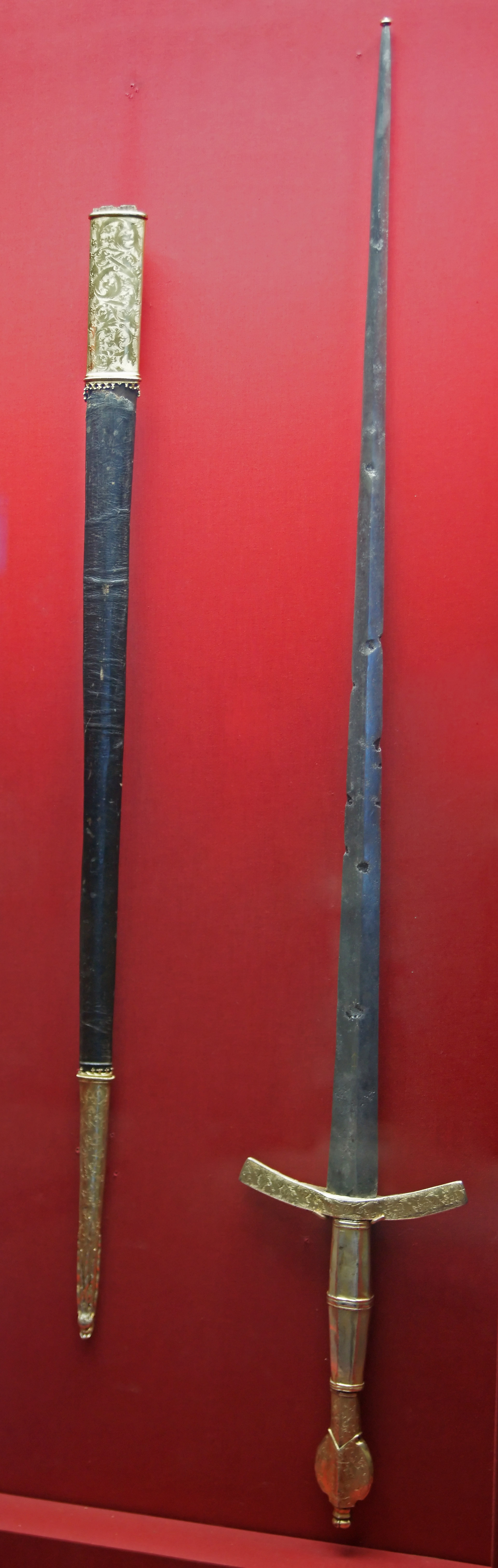
Zeremonialschwert des Rektors (Fürsts) der Republik Dubrovnik aus dem 15. Jahrhundert

Als Zeremonialschwerter werden Schwerter bezeichnet, die ausschließlich protokollarischen oder zeremoniellen Zwecken dienen, etwa als Insigne oder zur Austeilung des Ritterschlags. Zeremonialschwerter und die dazugehörigen Scheiden sind häufig aufwendig verziert und aufgrund der Verzierungen nicht als alltagstaugliche Waffe verwendbar. Zeremonialschwerter wurden eigens geschmiedet oder aus verehrungswürdigen, aber nicht mehr gebrauchstauglichen Waffen umgestaltet. Zu den bekanntesten Zeremonialschwertern im deutschsprachigen Raum gehören Reichsschwert und Zeremonienschwert der Reichskleinodien sowie das Zeremonialschwert der Essener Fürstäbtissinnen.
Auch aus der Geschichte Japans sind Zeremonialschwerter bekannt, so zum Beispiel das Ōdachi. Oft weisen die japanischen Zeremonialschwerter Unterschiede in den Abmessungen der Klinge auf, wenn man diese mit den Gebrauchsklingen vergleicht.